# Paectes phaeophaga
Paectes phaeophaga är en fjärilsart som beskrevs av William Schaus 1911. Paectes phaeophaga ingår i släktet Paectes och familjen nattflyn. Inga underarter finns listade i Catalogue of Life.